# Kriegsverdienstkreuz (Braunschweig)

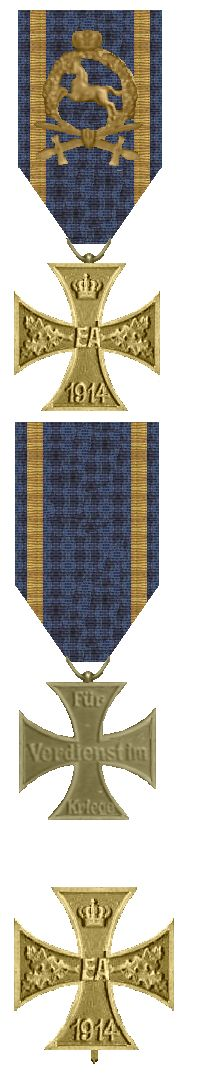
Kriegsverdienstkreuz

Das Kriegsverdienstkreuz wurde am 23. Oktober 1914 von Herzog Ernst August von Braunschweig für Kombattanten und am 17. November 1915 für Nichtkombattanten gestiftet. Am 20. März 1918 erfolgte noch die Stiftung der I. Klasse sowie des Bewährungsabzeichens.
Die Auszeichnung konnte an Personen ohne Unterschied des Ranges oder des Standes für Verdienste im Krieg verliehen werden.
Das Ordenszeichen hat die Form eines Tatzenkreuzes und ist aus Bronze. Es zeigt auf der Vorderseite mittig die Initialen des Stifters E A (Ernst August) und in den Kreuzarmen oben die Herzogskrone, unten die Jahreszahl 1914 sowie im linken und rechten Kreuzarm jeweils zwei Eichenblätter.
Getragen wurde die I. Klasse als Steckkreuz auf der linken Brustseite. Die II. Klasse an einem dunkelblauen Band mit schwefelgelben Seitenstreifen (schwefelgelb mit dunkelblauen Seitenstreifen für Nichtkombattanten) auf der linken Brust. Das Bewährungsabzeichen als Plakette auf dem Band der II. Klasse.